# A Padroeira
A Padroeira é uma telenovela brasileira produzida e exibida pela TV Globo de 18 de junho de 2001 a 21 de fevereiro de 2002, em 215 capítulos. Substituindo Estrela-Guia e sendo substituída por Coração de Estudante, foi a 59ª "novela das seis" exibida pela emissora. 
Escrita por Walcyr Carrasco, com colaboração de Duca Rachid e Mário Teixeira, contou com a direção de Walter Avancini, Mário Márcio Bandarra, Ivan Zettel, Vicente Barcellos, Luiz Henrique Rios, Leandro Neri e Roberto Talma, com direção geral e núcleo de Roberto Talma e Walter Avancini. É livremente Inspirada no romance As Minas de Prata de José de Alencar, é a segunda adaptação da obra, visto que em 1966 a TV Excelsior apresentou a telenovela As Minas de Prata de Ivani Ribeiro. 
Contou com as atuações de Deborah Secco, Luigi Baricelli, Maurício Mattar, Patrícia França, Mariana Ximenes, Rodrigo Faro, Murilo Rosa e Elizabeth Savalla nos papéis principais da trama.

## Enredo
No conturbado século XVIII, Valentim e Cecília são dois jovens que se apaixonam mas que pertencem a mundos muitos diferentes e vão ter de lutar pela felicidade.
Tudo começa em 1717, com a chegada ao Brasil do Conde de Assumar e da sua pequena comitiva, à qual pertencia a jovem Cecília de Sá. O grupo é atacado por um bando de salteadores, liderados por Molina, que sequestra a jovem encantado pela sua beleza. Mas Valentim surge para a salvar, fazendo nascer um amor que muda para sempre a vida dos dois. O futuro do romance fica comprometido logo que Cecília chega em casa e descobre que seu pai, Dom Lourenço de Sá, já tem um pretendente à sua mão, o rico e poderoso fidalgo Dom Fernão de Avelar.
O passado de Valentim também é um empecilho para a união dos dois: por ter-se recusado a entregar o mapa de umas minas de ouro à Coroa, o pai de Valentim foi considerado um traidor, preso e morto numa cela em Lisboa. Valentim foi criado pelo tio advogado, o poeta Manuel Cintra. Apesar da criação nobre e de sua fidalguia, é discriminado pelos poderosos da vila.
Motivado pelo amor que sente por Cecília, Valentim não vai medir esforços para provar a inocência de seu pai. Para isso, lutará para descobrir o mapa das minas de ouro. Cecília tampouco cede facilmente à vontade de seu pai: não se encanta com Dom Fernão, que é rude, grosseiro e prepotente. Humilhado pela recusa, Dom Fernão jura vingança e promete que Cecília será sua a qualquer preço.
As minas de ouro também são de interesse do Conde de Assumar que carregava consigo documentos que levariam a elas, mas que foram roubados pelo bando de Molina. Este articula um plano com Blanca de Sevilla, uma espanhola de origem cigana que veio ao Brasil fugida da inquisição. Para se infiltrar na sociedade de Guaratinguetá e descobrir com quem está o mapa, Molina mata um jesuíta, rouba seu hábito e parte para a vila, onde é recebido na igreja pelo Padre José e pela beata Imaculada Vilela, que não desconfiam do impostor. Enquanto isso, Blanca se envolve com Valentim, aproveitando-se de seu conturbado romance com Cecília.
Também os pescadores da cidade de Guaratinguetá têm uma luta constante: o reconhecimento do culto à Nossa Senhora Aparecida, que realizou milagres após sua imagem ter sido encontrada por eles no rio Paraíba do Sul. E alguns poderosos querem levar a ambição até às últimas consequências. Mas o bem conta com uma poderosa arma, porque quando a fé chega ao coração, os milagres acontecem.

## Elenco
| Intérprete                 | Personagem                             |
| -------------------------- | -------------------------------------- |
| Deborah Secco              | Cecília de Sá                          |
| Luigi Baricelli            | Valentim Coimbra                       |
| Maurício Mattar            | Dom Fernão de Avelar                   |
| Mariana Ximenes            | Izabel de Avelar                       |
| Elizabeth Savalla          | Imaculada de Avelar                    |
| Patrícia França            | Blanca de Sevilla                      |
| Rodrigo Faro               | Faustino Pereira                       |
| Murilo Rosa                | Diogo Soares Cabral                    |
| Lu Grimaldi                | Joaquina Soares Cabral                 |
| Paulo Goulart              | Dom Lourenço de Sá                     |
| Bianca Byington            | Gertudes de Sá                         |
| Luís Melo                  | Santiago / Padre Molina                |
| Susana Vieira              | Dorotéia Lopes (Dodô)                  |
| Otávio Augusto             | Manuel Cintra (Sr. Poeta)              |
| Laura Cardoso              | Silvana Alves da Rocha Martins Correia |
| Karina Barum               | Tiburcina                              |
| Daniel de Oliveira         | Padre Gregório                         |
| Felipe Camargo             | Frei Tomé                              |
| Taumaturgo Ferreira        | Juiz Honorato Vilela                   |
| Fábio Villa Verde          | Braz de Sá                             |
| Andréa Avancini            | Delfina                                |
| Isabel Fillardis           | Clarice dos Anjos                      |
| Cláudio Gabriel            | João Alves da Rocha Martins Correia    |
| Cecil Thiré                | Capitão Antunes                        |
| Roberto Bomtempo           | Jairo Aguilar                          |
| Gustavo Haddad             | Luís Antunes                           |
| Lidi Lisboa                | Brásia                                 |
| Jandir Ferrari             | Capitão do Mato                        |
| Cecília Dassi              | Zoé Vilela                             |
| Renata Nascimento          | Marcelina de Sá                        |
| Samuel Melo                | Cosme                                  |
| Luiz Antônio do Nascimento | Damião                                 |
| Iléa Ferraz                | Pureza                                 |
| Mariah da Penha            | Eusébia                                |
| Dani Ornellas              | Benta                                  |
| Fernando Almeida           | Gil                                    |
| Cida Moreno                | Maria do Rosário                       |

### Participações especiais
| Intérprete              | Personagem                |
| ----------------------- | ------------------------- |
| Giulia Gam              | Antonieta de Miranda      |
| Stênio Garcia           | Dom Antônio Soares Cabral |
| Yoná Magalhães          | Úrsula Paz                |
| Carlos Gregório         | Domingos Martins Correia  |
| Jackson Antunes         | Atanásio Pedroso          |
| Maria Ribeiro           | Rosa Maria Vilaça         |
| António Marques         | Conde de Assumar          |
| Roney Villela           | João Fogaça               |
| Denise Milfont          | Mariquinhas Fogaça        |
| Raquel Nunes            | Celeste Fogaça            |
| Rafael Rodrigo          | Miguel Fogaça             |
| Alexandre Drummond      | Tiago Fogaça              |
| Ida Gomes               | Zuleica                   |
| Cláudio Corrêa e Castro | Dom Agostinho de Miranda  |
| Tássia Camargo          | Generosa                  |
| Chica Xavier            | Feiticeira da floresta    |
| Stepan Nercessian       | João da Cruz              |
| Natália Lage            | Ana                       |
| Othon Bastos            | Padre José                |
| Norton Nascimento       | Zacarias                  |
| Isaac Bardavid          | Filipe Pedroso            |
| Luciano Vianna          | Tabaco                    |
| Leandro Hassum          | Vendedor / Farsante       |
| Pablo Sobral            | Cirilo                    |
| Flávio Ozório           | Jacinto                   |
| Emanuelle Soncini       | Tonha                     |
| Renata Peret            | Bartira                   |

## Produção

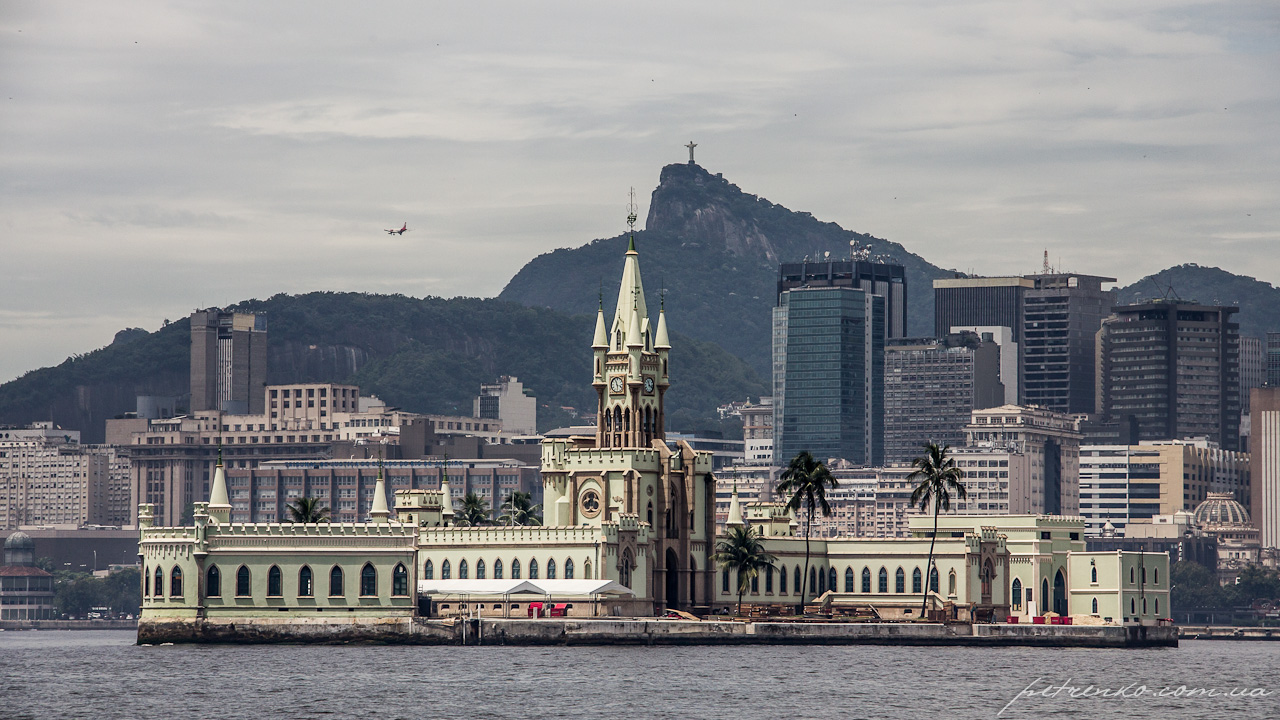
As cenas iniciais da novela foram gravadas em Paciência, no Rio de Janeiro.

A novela foi baseada no romance As Minas de Prata, de José de Alencar, e também na telenovela homônima, escrita por Ivani Ribeiro baseada no livro e exibida pela extinta TV Excelsior em 1967. Outras referências utilizadas pelo autor na parte romântica da novela foram Romeu e Julieta, escrita por William Shakespeare em 1591, e A Dama de Monsoreau, escrito por Alexandre Dumas em 1846. As gravações da começaram em 18 abril, utilizando uma fazenda em Paciência, bairro do Rio de Janeiro como cenário inicial para o comitiva que recebia Cecília, além o local para compor o vilarejo onde a santa é encontrada. Segundo o autor, a intenção era unir amor, fé e aventura em uma só história. Devoto de Nossa Senhora Aparecida, Walcyr declarou que começou a escrever a novela após ter uma "vivência" relacionada a santa.
O diretor Walter Avancini teve que deixar a novela logo no primeiro mês por um problema de saúde – ele viria a falecer em 26 de setembro daquele ano – sendo substituído por Roberto Talma. No dia da morte de Walter ia ao ar o capítulo 87 da novela, que prestou uma homenagem após a exibição com uma frase em honra ao diretor. Apesar de muito abaixo da expectativa de audiência, A Padroeira teve de ser esticada em mais quatro meses, uma vez que a trama seguinte, A Dança da Vida, escrita por de Maria Adelaide Amaral, havia sido cancelada e o autor Emanuel Jacobina foi convocado às pressas para adiantar os trabalhos em Coração de Estudante. "Santuário do Coração", da London Promenade Orchestra, foi utilizada como tema de abertura no primeiro mês de exibição, sendo trocada posteriormente por "Shosholoza '99", do grupo Ladysmith Black Mambazo, que ficou apenas duas semanas e foi, finalmente, substituída por "A Padroeira", da cantora Joanna, música fixada como tema de abertura até o final.

### Escolha do elenco
Maurício Mattar foi o primeiro ator escalado para a novela em fevereiro de 2001, quando ainda gravava a participação na primeira fase de Porto dos Milagres. Deborah Secco e Luigi Baricelli foram escalados como protagonistas após o bom desempenho de ambos em Laços de Família. Com a entrada de Roberto Talma na direção diversos atores foram cortados do elenco e outros incorporados, incluindo Susana Vieira como a dançarina Doroteia, Rodrigo Faro como o artista de rua Faustino e Daniel de Oliveira como o bondoso padre Gregório. Em 13 de outubro Giulia Gam entrou na novela como Antonieta, ex-mulher de Fernão, para balançar seu romance com Cecília.

### Cenografia e figurinos
A cidade de Guaratinguetá, em São Paulo, onde originalmente encontrou-se a imagem de Nossa Senhora Aparecida, foi utilizada como referência para a construção da cidade cenográfica nos Estúdios Globo, que percorriam 12 mil m² e tinham 13 cenários diferentes, incluindo a vila dos pescadores, uma igreja, a casa dos principais personagens, o recinto que serviu de primeira casa para a santa, o largo principal e o posto frequentado pelos tropeiros. Além disso também foi construído um rio fictício de 30 metros de extensão, que percorria toda a vila dos pescadores, beirando três cabanas principais e um galpão.  Um ateliê com dez costureiras foi montado para que os figurinistas da novela pudessem fazer toda criação dos figurinos dos personagens inspirados na moda do Século XVIII, utilizando como referência as pinturas de Pieter Bruegel.

## Exibição
A Padroeira foi exibida entre 18 de junho de 2001 e 22 de fevereiro de 2002, com 215 capítulos. De acordo com portaria publicada no Diário Oficial da União em 8 de maio de 2001, sua classificação indicativa era "livre para todos os públicos".

### Reprise
Em outubro de 2016, a novela foi cedida gratuitamente para ser exibida na TV Aparecida, em comemoração aos 300 anos de Nossa Senhora da Conceição Aparecida. Foi exibida na íntegra de 17 de abril a 22 de dezembro de 2017, em dois horários: 19h e 22h30, de segunda a sábado. Seu último capítulo foi re-exibido no dia subsequênte, dia 23, antevéspera de natal. Foi substituída por O Direito de Nascer, esta que entrou no ar somente em fevereiro de 2018.

## Audiência
O primeiro capítulo marcou 31 pontos. Ao longo do tempo, a audiência foi caindo e se tornou a telenovela menos assistida da emissora, ficando até mesmo atrás de Malhação, chegando a apenas 19 pontos. A preocupação da direção da emissora mudou de foco em 2002 quando, ironicamente, a nova "novela das sete", Desejos de Mulher, chegou a marcar 19 pontos e ficar atrás de A Padroeira, que mantinha-se em torno dos 24 pontos. O último capítulo surpreendeu ao marcar 39 pontos de média com picos de 43. Sua média geral foi de 26 pontos, considerada muito baixa para a época, que tinha a meta de 30 pontos, representando uma queda de quatro pontos em relação à média da telenovela anterior, Estrela-Guia.

## Controvérsias

### Dispensa de parte do elenco
O diretor Walter Avancini afastou-se após o primeiro mês da novela por problemas de saúde, passando o comando para Roberto Talma, que promoveu grandes mudanças na telenovela e passou a aconselhar Walcyr Carrasco no andamento. Toda a família Fogaça – formada por Roney Villela, Denise Milfont, Raquel Nunes, Rafael Rodrigo e Alexandre Drummond – foi extinta da trama sem prévio aviso, o que gerou um comprometimento na história do personagem de Gustavo Haddad, que se envolvia com a de Raquel, tornando-o um elemento sem real função na história e fazendo com que o ator fosse para a imprensa revelar seu descontentamento: "Minha história se esvaziou. Não estou inseguro: estou completamente em pânico". Também tiveram seus personagens extintos após o primeiro mês Stênio Garcia, Yoná Magalhães, Jackson Antunes, Maria Ribeiro, Isaac Bardavid, Ida Gomes e até mesmo Carlos Gregório, casado com Laura Cardoso na trama, que a partir de então passou a ser viúva. Segundo entrevista de Raquel Nunes, o novo diretor não avisou nenhum dos atores sobre a dispensa, divulgando para a imprensa apenas: "Uma repórter ligou para a Maria Ribeiro e perguntou o que ela achava de deixar da novela. A Maria foi saber o que estava acontecendo e descobriu que nós todos íamos sair. O pior foi a atitude do Talma. Ele podia perder cinco minutos do seu precioso tempo e falar conosco, nos tratar com dignidade e respeito".

### Críticas a pregação e preconceito
A Padroeira também recebeu diversas críticas pela temática religiosa, tachada como "pregação católica" e que estava "catequizando" o público como outrora os jesuítas fizeram com os índios durante a chegada dos portugueses do Brasil. Além disso, as cenas onde Luís, personagem de Gustavo Haddad, era tachado como homossexual por não ter se casado ainda e chegava a ser ameaçado a ser condenado pela igreja receberam críticas pelo incentivo a homofobia. Outra cena bastante criticada foi na reta final, quando o personagem de Felipe Camargo fazia um exorcismo na personagem de Chica Xavier, uma suposta feiticeira pagã. Ironicamente não só outros grupos religiosos criticaram a novela, mas também católicos, tendo padres que chegavam a pedir para que as pessoas não assistissem a trama por utilizar a religião de forma comercial. Além disso, um portal intitulado Catolica.net foi criado para combater a novela, no qual uma pesquisa apontou que 66,91% dos católicos acreditam que não era certo acompanhar este tipo de programação. As diversas críticas de vários lados contribuíram para a baixa audiência da novela.

## Trilha sonora
A trilha sonora da telenovela foi lançada em 30 agosto de 2001 pela Som Livre, sendo a única desde a década de 1980 não conter uma compilação internacional. Deborah Secco e Luigi Baricelli ilustraram a capa do álbum.
Lista de faixas
| N.º | Título                     | Música                     | Personagem tema          | Duração |  |
| 1.  | "Pra Sempre (Adágio)"      | Verônica Sabino            | Cecília e Valentim       | 3:43    |  |
| 2.  | "Santuário do Coração"     | London Promenade Orchestra | 1ª abertura/Geral        | 3:25    |  |
| 3.  | "Sevilla"                  | Gerardo Nünêz              | Blanca                   | 3:31    |  |
| 4.  | "A Padroeira"              | Joanna                     | 3ª e definitiva abertura | 3:16    |  |
| 5.  | "Adágio da Sinfonia N° 3"  | Sérgio Saraceni            | Geral                    | 3:42    |  |
| 6.  | "Shosholoza '99"           | Ladysmith Black Mambazo    | 2ª abertura/Zacarias     | 3:20    |  |
| 7.  | "Resistência"              | Orlando Morais             | Izabel e Diogo           | 3:47    |  |
| 8.  | "Fado da Delfina"          | Henrique Cazes             | Delfina                  | 3:45    |  |
| 9.  | "Imbube"                   | Ladysmith Black Mambazo    | Escravos                 | 3:45    |  |
| 10. | "Eu Sei"                   | Sara Tavares               | Izabel                   | 3:20    |  |
| 11. | "Feriado Bancário"         | London Promenade Orchestra | Imaculada                | 3:24    |  |
| 12. | "Sinos Através dos Campos" | London Promenade Orchestra | João e Tiburcina         | 3:15    |  |
| 13. | "Michel"                   | Eversong's Project         | Dodô                     | 3:31    |  |
| 14. | "Guardian Angel"           | Due Angeli                 | Padre Gregório           | 3:38    |  |

Outras canções não incluídas na trilha sonora
- "Sol de Primavera" - Kika (tema de Cecília e Valentim)

## Prêmios e indicações
Prêmio Qualidade Brasil RJ (2001)
- Melhor Telenovela
- Melhor Ator Coadjuvante - Otávio Augusto

Melhores do Ano (2001)
- Música de Abertura - "A Padroeira", Joanna

Prêmio Contigo! (2001)
- Música de Abertura - "A Padroeira", Joanna

Festival Latino Americano de Cine, Vídeo e TV de Campo Grande (2001)
- Melhor Ator Negro de Novela - Norton Nascimento